# Guerrillas liberales
Os guerrillas liberales ou gaitanistas na Colômbia foram grupos armados que participaram das guerras civis colombianas e da chamada La Violencia bipartidária principalmente entre 1948 e 1958.
Formados por camponeses e militantes do Partido Liberal Colombiano em diferentes regiões do país, criaram grupos de autodefesa devido as ações dos "Los Chulavitas", dos "Los Pájaros", das autointituladas "guerrillas de paz" conservadoras, da Polícia Nacional - denominada Popol (polícia política, por estar a serviço do governo conservador) - e do Exército Nacional.
Eram conhecidos como 'cachiporros', 'chusmeros' ou 'abrileños'.